# Tleskotin
Tleskotin ('people of the Splint river'), jedna od divizija Chilcotin Indijanaca iz kanadske provincije Britanska Kolumbija. Njihovo glavno selo zvalo se Tlesko, a nalazilo se uz rijeku Chilcotin u blizini mjesta gdje se ulijeva u rijeku Fraser.
Selo Tlesko imalo je 75 stanovnika 1892.